# オリヴァー・アビルゴー
- オリヴァー・アビルゴーア
- オリヴァー・アビルゴール
- オリバー・アビルゴール
- オリヴァー・アビルガード

オリヴァー・アビルゴー・ニールセン（Oliver Abildgaard Nielsen, 1996年6月10日 - ）は、デンマーク・北ユラン地域オールボー出身のサッカー選手。セリエA・コモ1907所属。ポジションはMF。
日本のスポーツメディアなどでは、デンマーク語の発音の関係で他にオリヴァー・アビルゴーアやオリヴァー・アビルゴールなどの紹介もあるが、一般的にはオリバー・アビルゴールと紹介される事が多い。

## クラブ経歴
2015年にオールボーBKのトップチームに昇格。7月20日のエスビャウfB戦でプロデビュー。2015-16シーズンは14試合に出場。以降出場機会が増え、2018-19シーズンは25試合に出場。
2020年2月3日、FCルビン・カザンへの2019-20シーズン終了までのローン移籍が決定。同シーズンは5試合で起用され、シーズン終了後の6月30日に完全移籍となり、4年契約を締結した。
2022年9月1日、セルティックFCへの1年間のローン移籍が発表。しかし、2022-23シーズン6試合の出場に終わり、シーズン途中でローン移籍終了。
2023年1月31日、エラス・ヴェローナFCへの半年間のローン移籍が発表±
2023年7月12日、コモ1907と3年契約を締結。加入1年目の2023-24シーズンは28試合2ゴールを記録し、セリエA昇格に貢献した。

## 代表経歴
2019年にUEFA U-21欧州選手権2019にU-21デンマーク代表として出場。2020年11月にフル代表に招集され、20日のスウェーデン戦で初出場したものの、目下のところはこの1試合の出場にとどまっている。